# Histoire du Concours Eurovision de la chanson
Le Concours Eurovision de la chanson est un évènement annuel organisé par l’Union européenne de radio-télévision, l’UER. Il réunit les membres de l’Union dans le cadre d’une compétition musicale, diffusée en direct et en simultané par tous les diffuseurs participants. Le concours est retransmis à la télévision (par câble et satellite), la radio et sur Internet.
Le tout premier concours eut lieu le 24 mai 1956, à Lugano, en Suisse. Sept pays fondateurs concoururent alors pour le grand prix. Depuis, le concours (appelé plus communément Eurovision) s’est tenu chaque année, à l'exception de l'année 2020, où le concours avait dû être annulé à cause de la transformation de la salle du concours à Rotterdam en un hôpital d'urgence en raison de la pandémie de covid-19. Le nombre de pays participants n’a cessé d’augmenter, passant de sept à une quarantaine au XXIe siècle. À travers les décennies, le concours a évolué, s'est adapté et réinventé, accompagnant les développements technologiques et musicaux, mais aussi historiques et politiques.

## Origines
Le Concours Eurovision de la chanson trouve ses origines dans le contexte géopolitique des années 1950. Cette période d’après-guerre est marquée par les efforts de reconstruction des anciens pays belligérants et par leur volonté d’instaurer une paix durable. Leurs dirigeants politiques décident d'édifier une Europe nouvelle et pacifiée, en créant des liens indissolubles, sur les plans économiques, politiques et géographiques, mais aussi culturels et symboliques.
C’est ainsi que fut fondée en 1950, l’Union européenne de radio-télévision, organisme international dont le siège s'établit à Genève, en Suisse. L’UER rassemblait les radio- et télédiffuseurs publics des principaux pays d’Europe de l’Ouest. Ces diffuseurs nationaux avaient décidé de mettre leurs ressources matérielles, technologiques et intellectuelles en commun, dans une double perspective : améliorer la qualité de leurs programmes et réaliser des économies d’échelle.
Le mot Eurovision lui-même fut inventé par le journaliste anglais George Campey, dans un article publié le 5 novembre 1951 par le London Evening Standard. Campey l’employa à propos d’une émission produite par la BBC et relayée en direct par la télévision publique néerlandaise. Il le définit comme « un système de coopération permettant un échange de programmes télévisés entre les pays d’Europe de l’Ouest ».
Cependant, dès sa création, l’UER rencontra deux obstacles importants : la diversité des langues de ses pays membres et l’absence d’une culture commune. L’Union se résuma rapidement à une simple bourse d’échange entre diffuseurs. Il lui fallut plusieurs années pour développer des moyens de production centralisés et surtout, un imaginaire collectif.
Le 8 septembre 1953, les délégués des diffuseurs membres de l’UER se réunirent pour la toute première fois à Londres, au siège de la BBC. Il s’agit là de l’évènement fondateur du concept même d’« Eurovision ». Car les délégués établirent ensemble un programme commun, qui allait présider à la saison télévisée de l’année 1954. Il fut décidé que chaque diffuseur organiserait un événement télévisuel qui serait diffusé en Eurovision dans tous les pays concernés. C’est-à-dire : en sons et images, en direct et en simultané, par le biais des réseaux de communication publics et nationaux. Les délégués prirent une autre décision capitale sur le plan symbolique : ils choisirent de doter l’UER d’un hymne qui reflèterait leur volonté d’union et d’unité. Ils choisirent pour cela le prélude orchestral du Te Deum de Marc-Antoine Charpentier.
Et donc, le 6 juin 1954, fut diffusée la toute première émission en Eurovision. Elle débuta par une vue extérieure de la Fête des Narcisses, depuis Montreux, en Suisse, suivie immédiatement d'images d'une parade fluviale. Ce fut le lancement d’une première saison d’échanges et le point de départ d’un cadre systémique durable.

## Débuts
Après une première saison jugée satisfaisante, les délégués des diffuseurs membres de l’UER se réunirent à nouveau en janvier 1955, cette fois à Monaco. Ils discutèrent de la création d'un événement qui permettrait à la fois de populariser l’UER, de promouvoir les relations entre ses pays membres et d’employer les nouvelles ressources offertes par le réseau Eurovision.
Ils se mirent en quête d’une production commune qui servirait de véhicule aux nouvelles technologies de la communication offerte par la télévision et qui permettrait de rapprocher les pays participants dans le cadre d’un divertissement léger. Deux suggestions furent émises : un festival de cirque, sur le modèle de celui de Monte Carlo, ou un festival de musique, sur le modèle de celui de Sanremo, créé en 1951. Ce fut cette dernière idée qui l’emporta, donnant ainsi naissance au Concours Eurovision de la chanson. Son promoteur était le directeur général de la télévision publique suisse, Marcel Bezençon, qui passera ainsi à la postérité comme l’inventeur du concours.
Le 19 octobre 1955, les délégués se réunirent au Palais Corsini, à Rome. Ils actèrent définitivement la décision prise en janvier et décidèrent d’organiser la première édition du concours en mai 1956, à Lugano, en Suisse. Ils en fixèrent les principes fondamentaux, qui demeurent toujours inchangés : le Concours Eurovision de la chanson serait un concours musical qui prendrait la forme d’un programme télévisé, diffusé en direct et en simultané par tous les diffuseurs participants. Chacun d’entre eux présenterait au cours de la soirée une chanson originale, qui serait jouée et interprétée en direct. Une fois toutes les chansons présentées, chaque pays leur attribuerait des points, lors d’une procédure de vote. Au terme de celle-ci, le pays ayant obtenu le plus grand nombre de points serait déclaré vainqueur. Enfin, les délégués fixèrent un objectif particulier au concours : encourager la production de chansons populaires, originales et de qualité, en plaçant auteurs et compositeurs dans une situation de concurrence internationale>.
En parallèle de ce processus, l'OTAN tente également de lancer en 1955-1956 un « Festival musical de l'Alliance atlantique », démarche satisfaite avec le concours de l'Eurovision,.

## 1956

Logo du premier Concours Eurovision

Le tout premier Concours Eurovision de la chanson eut lieu le jeudi 24 mai 1956, au Teatro Kuursal de Lugano, en Suisse. Sept pays concoururent pour le grand prix : l'Allemagne, la Belgique, la France, l'Italie, le Luxembourg, les Pays-Bas et la Suisse. C’est justement le pays hôte, la Suisse qui remporta la victoire, avec la chanson Refrain, interprétée par Lys Assia.
Chaque pays envoya sur place un commentateur, afin de couvrir le concours, et quatre millions de téléspectateurs suivirent l’évènement en direct. Cependant, cette première édition demeure particulière, de très nombreuses modalités prévues par le règlement actuel n’ayant pas encore été adoptées. Ainsi, chaque pays présenta deux chansons, point rendu nécessaire par le nombre restreint de pays participants. Seuls des artistes en solo furent admis à concourir et toute chorégraphie fut interdite. Le présentateur, Lohengrin Filipello, s’exprima exclusivement en italien, la règle obligeant les présentateurs à s'adresser au public dans les deux langues officielles de l'UER (le français et l'anglais) n'étant pas encore entrée en vigueur. Enfin, aucune règle concernant la durée et la langue des chansons ne fut fixée. Chaque pays recourut pourtant à ses langues nationales.
La représentante néerlandaise, Jetty Paerl, ouvrit le spectacle avec De vogels van Holland, qui devint ainsi la toute première chanson présentée au concours. Le vote, quant à lui, fut décidé entièrement par un jury international. Chaque pays participant envoya à Lugano deux jurés, sauf le Luxembourg. L’UER permit à ce pays de se faire représenter par les jurés suisses. Chaque juré pouvait attribuer deux points à la chanson de sa préférence. Les jurés avaient le droit de voter pour une chanson de leur propre pays. Les résultats complets ne furent jamais rendus publics. Le président du jury, Rolf Liebermann, se contenta d’annoncer le nom de la chanson victorieuse et de son interprète. Les bulletins de vote furent détruits immédiatement. Il n’y eut donc ni deuxième, ni dernière place.

## 1957
La Suisse ne souhaitant pas organiser le concours une seconde année consécutive, ce fut l'Allemagne qui se chargea de l'organisation de l'édition 1957. La règle voulant que le pays gagnant organise le concours l'année suivante n'était pas officiellement entrée en vigueur. Il était admis alors que le concours serait organisé à tour de rôle par les pays participants.
De nouvelles règles furent introduites, lesquelles donnèrent au concours son format actuel. Ainsi, les pays participants ne purent présenter qu'une seule et unique chanson. En revanche, des duos furent admis à concourir. Il fut également décidé que la procédure de vote deviendrait part intégrale du spectacle. Les jurys seraient désormais contactés par téléphone et donneraient leurs résultats oralement et en direct. C’est alors que fut introduite une règle fondamentale du concours : il fut désormais interdit aux membres des jurys nationaux de voter pour leur propre pays. Durant la procédure, les votes furent affichés et additionnés au fur et à mesure sur un tableau d’affichage.
Cette année-là, la chanson britannique dura 1 minute et 52 secondes, la plus courte jamais présentée au concours. À l'opposé, la chanson italienne dura 5 minutes et 9 secondes, la plus longue jamais présentée au concours. Il fut décidé, par après, de modifier le règlement et de fixer une durée obligatoire pour chaque chanson : trois minutes au maximum.

## 1958-1962
En 1958, fut instaurée la règle voulant que le pays victorieux organise le concours l'année suivante.
En 1959, il fut désormais interdit à des auteurs et des compositeurs professionnels de faire partie des jurys nationaux. Cette année-là, pour la toute première fois, le concours débuta par une vidéo introductive. Il s'agit d'un plan mouvant de la caméra, montrant une vue de Cannes, la nuit. À la mer, succéda la plage, puis la Croisette, les marches du Palais des Festivals, la façade du Palais et enfin les drapeaux des pays participants, hissés à son sommet. Il y eut ensuite un fondu et un autre plan mouvant, à l'intérieur de la salle. L'on vit successivement la scène, l'orchestre, le public et les cabines des commentateurs.  La présentatrice de la soirée, Jacqueline Joubert, fut la première à ouvrir le spectacle par la phrase rituelle : « Bonsoir l’Europe ! ». Enfin, pour la seule et unique fois de l’histoire du concours, les chansons ayant terminé en deuxième et troisième position furent rejouées à l’issue du vote, avant la reprise traditionnelle de la chanson gagnante.
En 1960, le concours eut lieu le mardi 29 mars. Ce fut la dernière fois qu’il se tint au milieu de la semaine. Par la suite, il eut toujours lieu durant le week-end<. Le programme fut alors regardé par près de 30 millions de téléspectateurs. La chanson gagnante, Tom Pillibi, interprétée par la Française Jacqueline Boyer, devint la première chanson gagnante du concours à devenir un succès dans plusieurs pays européens : l’Allemagne, la France, les Pays-Bas, le Royaume-Uni et la Suède notamment. Pour la première fois, le trophée fut remis par le gagnant de l’année précédente. Cette nouveauté devint rapidement une tradition. Jacqueline Boyer reçut ainsi la coupe des mains de Teddy Scholten, qui lui dit : « Mes sincères félicitations ! Et pour l'avenir, bonne chance !»
En 1962, à la suite de l’adoption d’un nouveau de système de vote, quatre pays ne reçurent aucun point. Ce fut la première fois que le tableau d’affichage ne marqua aucun point, ce qui donna naissance à une expression particulière : le « nul point », qui désigne toute dernière place sanctionnée par un score nul.

## 1963
En 1963, le concours eut lieu au Television Centre de la BBC, inauguré en 1960. Ce fut la toute première fois que deux salles distinctes furent employées : les studios TC3 et TC4. Le premier accueillit la présentatrice, le public et le tableau de vote. Le second, à l'acoustique d'une meilleure qualité, accueillit les artistes et l'orchestre. La nouveauté technique majeure de l'édition 1963 (expliquant le recours à deux salles distinctes) fut l'emploi de microphones suspendus. Ceux-ci, invisibles à l'écran, permirent une plus grande liberté de mouvements aux artistes et une mise en scène plus élaborée. Chaque artiste eut ainsi droit à une présentation personnalisée. Cette technique donna lieu à une rumeur tenace mais inexacte : les artistes auraient enregistré leurs prestations à l'avance et n'auraient donc pas chanté en direct. Pour la première fois, des effets visuels furent employés pour mettre en valeur les artistes : gros plans, travellings, surimpressions des images et filtres animés.
Le programme fut suivi par une audience estimée à 50 millions de téléspectateurs. Pour la toute première fois, deux artistes se présentèrent sur scène, accompagnés. Le représentant anglais, Ronnie Carroll, était entouré de trois jeunes femmes, qui lui servirent de choristes, autre grande première. Le représentant français, Alain Barrière, adressa quant à lui sa chanson à une figurante, afin de mieux en illustrer le thème.
Mais l’édition 1963 demeure célèbre pour la controverse majeure causée par la procédure de vote. Les porte-parole nationaux devaient alors annoncer dans l'ordre : le numéro d'ordre de passage de la chanson, le nom du pays correspondant et finalement les votes qui lui étaient attribués<. Mais le porte-parole du jury norvégien, Roald Øyen, ne respecta pas cette procédure et se trompa dans ses énoncés. Il attribua successivement 5 votes au Royaume-Uni, 4 votes à l'Italie, 3 votes à la Suisse, 2 votes au Danemark et 1 vote à l'Allemagne, tout en confondant les ordres de passage. Il fut repris par Katie Boyle, qui le pria de répéter les résultats dans l'ordre correct. Roald Øyen demanda alors à être rappelé à la fin du vote, après que tous les autres pays aient été contactés.
À la fin de la procédure, la Suisse était en tête avec 42 votes et le Danemark, deuxième avec 40 votes. Mais, lorsque Katie Boyle recontacta le jury norvégien, Roald Øyen lut des résultats différents de ceux énoncés précédemment. Il attribua successivement 5 votes au Royaume-Uni, 2 votes à l'Allemagne, 3 votes à l'Italie, 4 votes au Danemark et 1 vote à la Suisse. Les résultats furent corrigés sur le tableau. Le Danemark obtint ainsi 42 votes et la Suisse, 40. Le Danemark fut alors proclamé vainqueur.
Après bien des rumeurs, il s'avéra que les résultats du jury norvégien n'étaient pas prêts lorsqu'il fut appelé pour la première fois par Katie Boyle. Son président était encore occupé à additionner les votes des jurés. Pris de court, Roald Øyen aurait lu des résultats provisoires.

## 1964
En 1964, le concours fut organisé à Copenhague par la télévision publique danoise. Il y eut de vives protestations dans l’opinion publique danoise, concernant la participation au concours de l'Espagne et du Portugal, qui étaient encore à l'époque des dictatures militaires. Cela conduisit au premier incident politique de l'histoire du concours. Après le passage de la représentante suisse, un homme surgit sur scène, brandissant une bannière sur laquelle était peinte : « Boycott Franco & Salazar ». Tandis qu'il était évacué par la sécurité, la caméra fit un plan fixe sur le tableau de vote.
Pour la toute première fois, l'UER délégua sur place un superviseur : Miroslav Vilcek. Il fut chargé de surveiller le déroulement du vote et d'en contrôler les résultats. Il s'assit avec une assistante, sous le tableau de vote. C'est lui qui donna le signal de départ du vote.
Pour la seule et unique fois de l'histoire du concours, un artiste fut autorisé à remonter sur scène pour saluer une seconde fois le public. Il s'agit de la représentante italienne et future gagnante, Gigliola Cinquetti. Le public l'applaudit de façon si marquée et si prolongée, qu'elle revint pour s'incliner à nouveau devant lui. La chanson victorieuse, Non ho l'età, rencontra par la suite un immense succès partout en Europe, une autre première dans l'histoire du concours.

## 1965

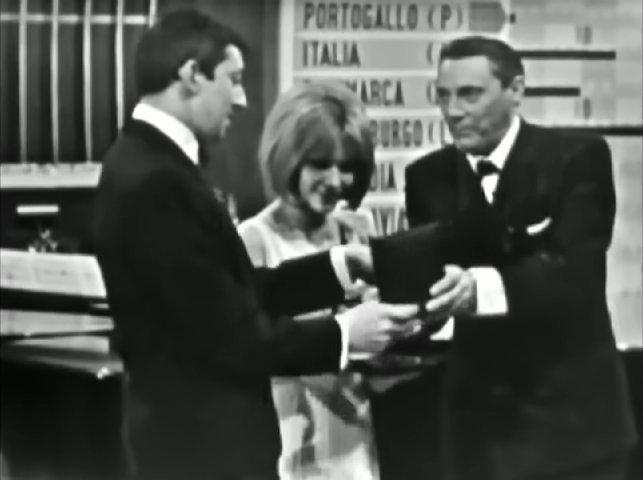
Serge Gainsbourg et France Gall recevant la médaille du grand prix des mains de Mario del Monaco

En 1965, le concours fut diffusé pour la première fois dans les pays d'Europe de l'Est, par le biais du réseau Intervision, pour une audience potentielle de 150 millions de téléspectateurs, un record pour l'époque.
Pour la toute première fois, les répétitions furent interrompues par un incident, qui se produisit entre l'orchestre et la délégation luxembourgeoise. Les musiciens n'apprécièrent guère l'attitude à leur égard de l'auteur-compositeur de la chanson luxembourgeoise, Serge Gainsbourg. Certains comparèrent alors sa partition au bruit du galop d'un cheval et d'autres le huèrent. Gainsbourg, furieux, claqua la porte des répétitions et menaça de retirer sa chanson du concours. Un compromis finit par être trouvé mais une certaine tension persista, qui se refléta dans l'attitude et la prestation de France Gall, déstabilisée par l'incident.
Ce fut également la toute première fois qu’un artiste participant interpréta sa chanson dans une autre langue que la langue nationale de son pays. Il s'agit du représentant suédois, Ingvar Wixell, qui chanta en anglais. Cette démarche, non prévue par le règlement et vivement contestée, conduisit à une modification des règles du concours et, dès l'année suivante, à l'interdiction de ce procédé.
La chanson gagnante, Poupée de cire, poupée de son, rencontra un immense succès partout en Europe et pour la première fois de l'histoire du concours, dans le monde entier.

## 1966-1968
En 1966, il fut à nouveau permis à des experts musicaux de faire partie des jurys nationaux. Cette année-là, quatre artistes se firent particulièrement remarquer par leur prestation et inaugurèrent une série de grandes premières. La représentante danoise, Ulla Pia, devint la première artiste à être accompagnée sur scène par des danseurs. La représentante norvégienne, Åse Kleveland, devint la première artiste féminine à porter un pantalon sur scène. La représentante néerlandaise, Milly Scott, devint la première artiste d'origine surinamaise et aussi la toute première artiste noire à participer au concours. Elle fut aussi la première artiste de l'histoire du concours à utiliser un micro portable. Enfin, le représentant britannique, Kenneth McKellar, devint le premier artiste masculin de l'histoire du concours à porter un kilt sur scène.
En 1967, pour la toute première fois, des caméras furent installées en coulisses. Elles enregistrèrent les réactions des artistes durant le vote.
En 1968, pour la toute première fois, le concours fut filmé et diffusé en couleurs . Mais seuls six pays tirèrent bénéfice de cette innovation technique : l'Allemagne, la France, les Pays-Bas, le Royaume-Uni, la Suède et la Suisse. Les autres pays le diffusèrent en noir et blanc.

## 1969
En 1969, le représentant monégasque, Jean-Jacques, devint le premier enfant à participer au concours. Il était alors âgé de douze ans.
Cette édition du concours demeure célèbre pour son résultat. Car pour la première fois, le vote se termina sur un ex aequo. L’Espagne, la France, les Pays-Bas et le Royaume-Uni obtinrent chacun 18 votes. Cette possibilité n’ayant pas été envisagée par le règlement, ces quatre pays furent déclarés vainqueurs et il y eut donc quatre chansons gagnantes : Vivo cantando, interprétée par Salomé pour l'Espagne ; Un jour, un enfant, interprétée par Frida Boccara pour la France ; De troubadour, interprétée par Lenny Kuhr pour les Pays-Bas et Boom Bang-a-Bang, interprétée par Lulu pour le Royaume-Uni. Il n’y eut ni deuxième, ni troisième place. Cet ex aequo causa un problème imprévu, lors de la remise de la médaille du grand prix. Seules les quatre interprètes purent en recevoir une. Les auteurs et compositeurs durent repartir les mains vides, à leur grand mécontentement. Leur médaille leur fut envoyée, bien après.
Ce résultat remarquable suscita la controverse dans les médias et de nombreux télédiffuseurs demandèrent une révision des termes du règlement, avant d’envisager une nouvelle participation. Les pays scandinaves furent les plus virulents dans leurs critiques.

## 1970

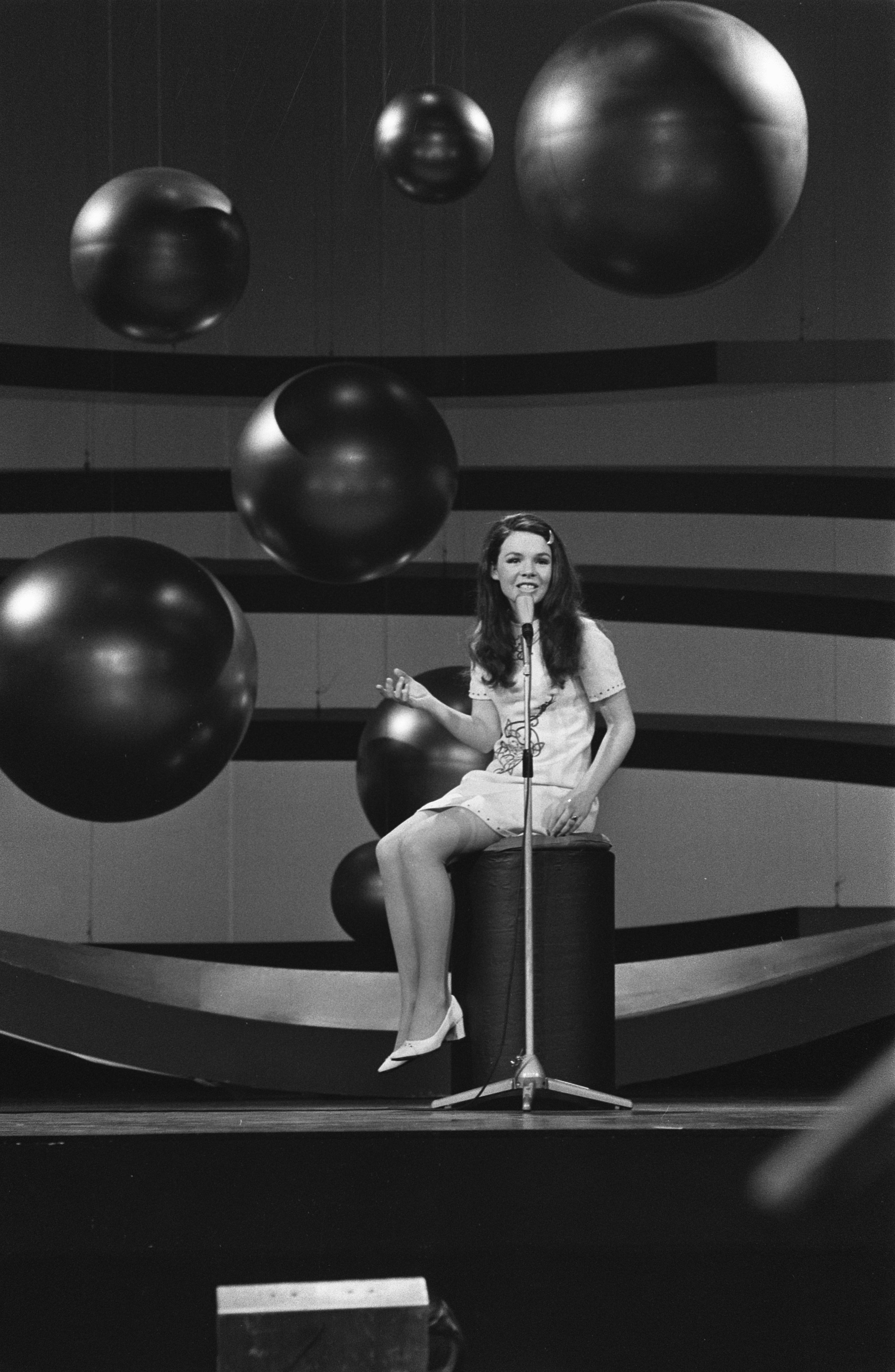
La gagnante, Dana, devant le décor de Roland de Groot.

À la suite de l'ex aequo de l'année précédente, les quatre pays gagnants présentèrent leur candidature pour organiser le concours. Il fut alors procédé à un tirage au sort et ce furent les Pays-Bas qui se retrouvèrent responsables de l'édition 1970.
Afin d'éviter tout nouvel ex aequo, l'UER adapta le règlement du concours. Désormais, si deux ou plusieurs chansons obtenaient le même nombre de votes, elles seraient chantées à nouveau. Les jurys des autres pays devraient alors revoter et choisir laquelle leur semblait la meilleure. En cas de nouvel ex aequo, les chansons concernées seraient toutes déclarées gagnantes.
Mais, mécontents du résultat de l'édition 1969 et du système de vote en usage, l'Autriche, la Finlande, la Norvège, le Portugal et la Suède décidèrent de se retirer.
Les responsables de la télévision publique néerlandaise durent adapter le déroulement du concours au retrait de ces cinq pays et à la participation de seulement douze autres. Ce faisant, ils en modernisèrent les standards et créèrent un nouveau format, toujours appliqué à l'heure actuelle : le concours s’ouvre sur une séquence vidéo, présentant le pays organisateur, la ville hôte du concours et le bâtiment où il déroule. S’ensuit un mot d'introduction des présentateurs, afin de souhaiter la bienvenue aux téléspectateurs. Enfin, des cartes postales introduisent chaque chanson. Justement, l'innovation principale de cette édition 1970 fut l'introduction des cartes postales. Il s'agit de courts-métrages, présentant au public les artistes et projetés avant chaque prestation.
Le décor avait été conçu par Roland de Groot. D’inspiration moderniste, il se composait de cinq barres horizontales incurvées et de sept sphères suspendues, ainsi que d’une passerelle métallique par laquelle les artistes faisaient leur entrée. Pour chaque prestation, les barres et les sphères étaient disposées de manière différente. En outre, des spots permettaient de donner des couleurs spécifiques à l'arrière-fond et d’obtenir des jeux de lumière sur les barres et les sphères. Ce fut la première utilisation réellement moderne des possibilités offertes au concours par la télévision couleur.

## 1971-1975
En 1971, pour la toute première fois, l'UER imposa aux télédiffuseurs d'enregistrer une vidéo de promotion de leur chanson. Les télédiffuseurs furent ensuite tenus de diffuser toutes les vidéos, avant la date du concours. Pour la toute première fois également, des groupes composés de trois à six personnes furent autorisés à concourir. Et pour la première fois depuis l'édition 1956, les jurés étaient présents dans la salle (plus exactement dans les coulisses) et apparurent à l'écran. Un nouveau système de vote avait en effet été introduit. Chaque pays devait envoyer sur place deux jurés, l'un ayant entre 16 et 25 ans, l'autre ayant entre 25 et 55 ans. Pour chaque chanson, ils devaient attribuer chacun entre un et cinq votes. Les votes des jurés devaient être donnés et consignés immédiatement après chaque chanson. Après l'entracte, les jurés confirmèrent visuellement (et non plus oralement) leurs votes, selon l'ordre de passage des pays participants.
En 1972, Monaco, qui avait remporté l'édition 1971, avait initialement décidé d'organiser seul l'édition 1972. La première idée fut d'opter pour un événement en extérieur et de reculer la date du concours jusqu'en juin 1972. Cependant, faute de financement et de matériel adéquat, les responsables de la télévision monégasque durent requérir l'aide de la télévision publique française, qui accepta d'organiser le concours. Les discussions n'aboutirent cependant jamais. La télévision monégasque souhaitait que le concours se tienne à Monaco; la télévision française, en France. Les responsables monégasques renoncèrent alors définitivement à l'organisation et s'en remirent à l'UER. Celle-ci sollicita l'Espagne et l'Allemagne, qui avaient terminé aux deuxième et troisième places. Les deux pays déclinèrent et ce fut finalement la BBC qui se retrouva en charge. Monaco devint ainsi le seul pays vainqueur à ne jamais avoir accueilli le concours sur son sol. Ce fut la première fois dans l'histoire du concours, qu'un écran mural fut employé. Le concours fut diffusé pour la première fois en direct en Asie, notamment à Hong Kong, au Japon, aux Philippines, à Taïwan et en Thaïlande.
En 1973, une règle importante du concours fut modifiée : l'UER mit fin à l'obligation faite aux pays participants de chanter dans une de leurs langues nationales. Désormais, les artistes purent interpréter leur chanson dans la langue de leur choix. Cette règle aura cours jusqu'en 1976, avant d'être abolie en 1977, puis réintroduite en 1999. Cette année-là, pour la toute première fois des membres d'une famille royale régnante furent présents dans la salle et deux femmes dirigèrent l'orchestre : Monica Dominique, pour la Suède et Nurit Hirsh, pour Israël.

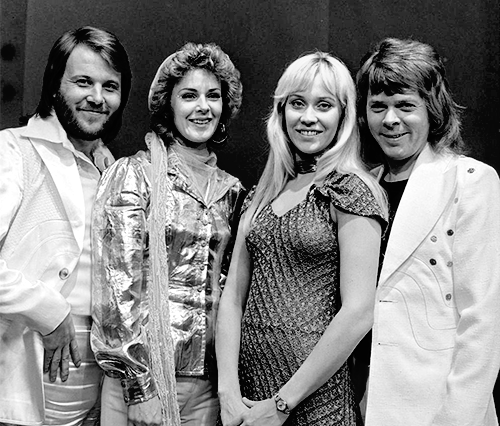
Le groupe suédois ABBA, en 1974, l'année de leur victoire au concours

L’édition 1974 du concours fut marquée par la victoire d’ABBA, avec la chanson Waterloo. Ce fut la première fois qu’un pays remporta le grand prix dans une langue autre qu'une de ses langues nationales. Waterloo rencontra par la suite un très grand succès commercial et fut le premier vainqueur du concours à entrer dans le Top 10 du Billboard américain. Ce fut également le point de départ d'une formidable carrière pour ABBA. En 2005, lors de l'émission spéciale Congratulations, Waterloo fut élue meilleure chanson à jamais avoir été présentée au concours.
En 1975, le système de vote fut à nouveau modifié. Les jurys devaient désormais attribuer 1, 2, 3, 4, 5, 6, 7, 8, 10 et 12 points à leurs dix chansons préférées. Ce nouveau système délivra une procédure plus longue, mais plus juste et plus excitante dans son déroulement. Il demeure celui toujours employé à l'heure actuelle et ne connut de légères modifications que dans l'énonciation des résultats, en 1980 et en 2006. Les premiers "douze points" de l'histoire du concours furent attribués par les Pays-Bas au Luxembourg.

## 1976-1979
En 1976, une vive polémique éclata en Suède sur la participation du pays à l'Eurovision. Il y eut plusieurs manifestations d'opposition au concours, jugé trop commercial. De plus, la télévision publique suédoise estima n'avoir plus les moyens d'organiser une nouvelle édition, en cas de victoire du pays. La Suède se retira alors. L'UER décida en conséquence de modifier les règles de financement du concours : désormais, chaque télédiffuseur devrait payer une quote-part. Cela permit de ne plus faire assumer l'intégralité des frais par le télédiffuseur hôte. Une règle importante du concours fut modifiée : pour la toute première fois, le playback instrumental fut autorisé. Mais à condition que certains passages de la composition ne puissent être reproduits par l'orchestre. Pour la première fois dans l'histoire du concours, les artistes furent interviewés dans les coulisses. Durant l'entracte, le présentateur Hans von Willigenburg leur posa deux questions, souhaitant savoir s'ils étaient satisfaits de leur prestation et quelle chanson ils préféraient.
En 1977, la date initialement fixée pour la finale fut le samedi 2 avril 1977. Mais les cadreurs et les techniciens de la BBC se mirent en grève, paralysant toute l'organisation du concours. La finale nationale britannique ne put même pas être diffusée pour cette raison. L'édition 1977 menaçant d'être annulée, les responsables de la télévision publique néerlandais proposèrent de se charger de son organisation. Mais les syndicats et les techniciens néerlandais se déclarèrent solidaires de leurs collègues britanniques et menacèrent de se mettre en grève à leur tour. Finalement, un arrangement fini par être trouvé et la date du concours fut reportée de cinq semaines. L'UER décida de réinstaurer la règle obligeant les pays participants à chanter dans une de leurs langues nationales, qui avait été abolie en 1973. L'Allemagne et la Belgique reçurent une dispense spéciale pour cette édition. Ces deux pays avaient en effet déjà sélectionné leur chanson, avant la réinstauration officielle de la règle.
En 1978, le déroulement et le résultat du concours posèrent problème à de nombreux télédiffuseurs d’Afrique du Nord et du Proche-Orient. Tous passèrent des spots publicitaires durant la prestation d’Israël. Puis, lorsque la victoire israélienne devint évidente, tous mirent fin prématurément à la retransmission. La Jordanie se fit particulièrement remarquer. La télévision jordanienne interrompit le déroulement du vote, pour faire un gros plan sur un bouquet de jonquilles. Le lendemain, les journaux jordaniens proclamèrent la victoire de la Belgique, qui avait en réalité terminé deuxième.
En 1979, Israël, ayant remporté l'édition 1978, se chargea de l’organisation du concours. Ce fut la première fois que le concours se tint dans une ville située en dehors du continent européen et ce fut la dernière fois que la finale eut lieu au mois de mars. Ce fut également la première émission en couleur produite par la télévision publique israélienne. Des groupes religieux orthodoxes manifestèrent à plusieurs reprises leur opposition à l’organisation du concours. En effet, celui-ci avait fixé un samedi, jour du shabbat, jour de repos consacré dans la religion juive. Cela et le contexte international eurent pour conséquence un renforcement drastique des mesures de sécurité. Enfin, pour la toute première fois, un pays participant ne requit pas l’orchestre pour sa prestation. Il s’agit de l’Italie, qui recourut à une bande son en playback.

## 1980-1985

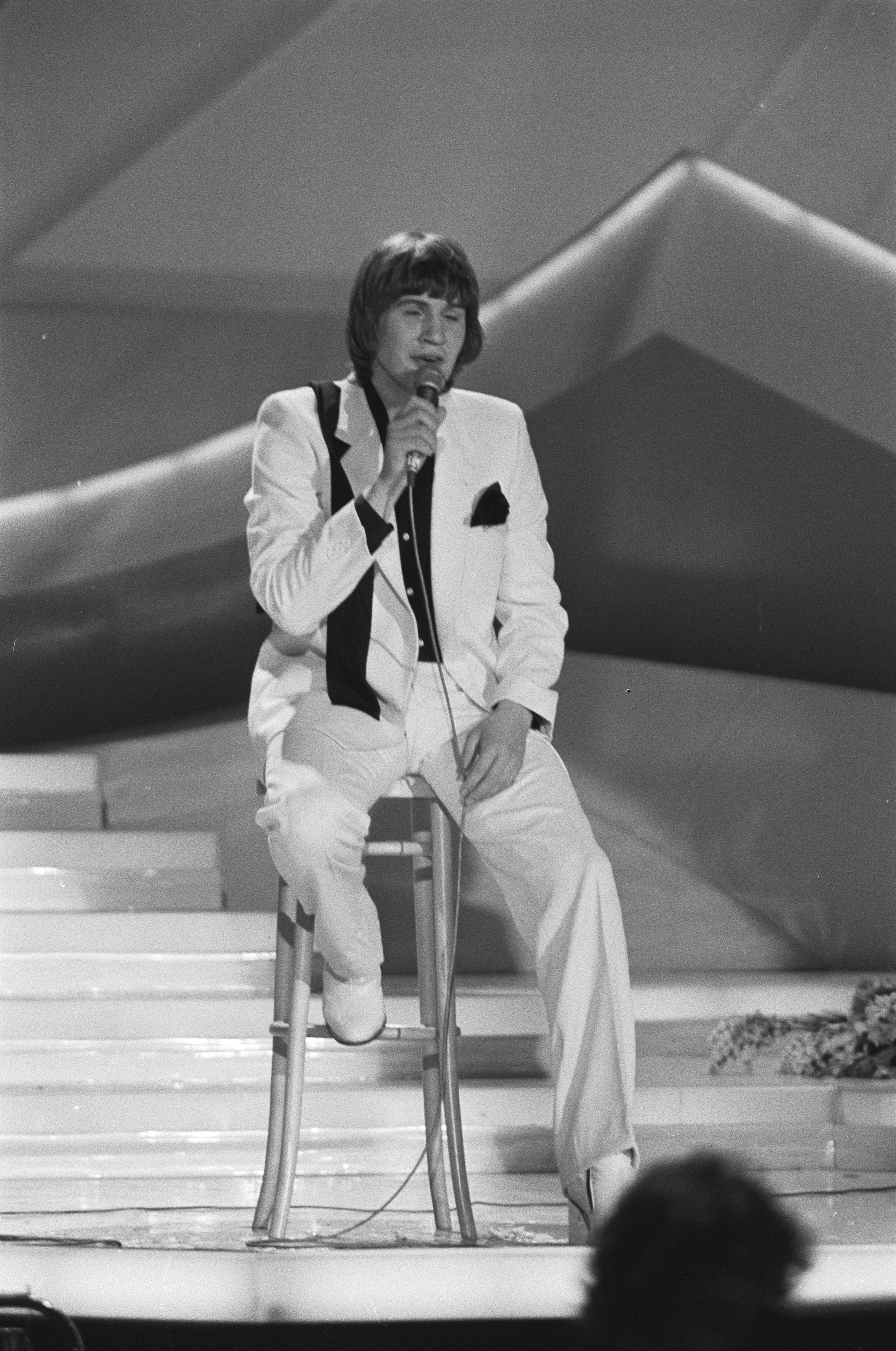
Johnny Logan, vainqueur des éditions 1980 et 1987, à La Haye, en 1980.

En 1980, Israël, qui avait organisé et remporté l'édition 1979, ne put se charger de l’organisation du concours. La télévision publique israélienne ne parvint pas à rassembler les fonds nécessaires à la production d’un évènement international. Sollicité par l’IBA, le gouvernement israélien refusa toute rallonge du budget du diffuseur public. L’UER se tourna alors vers l’Espagne, qui avait terminé deuxième, et le Royaume-Uni, qui avait déjà organisé le concours à six reprises. Mais tous deux refusèrent. Ce fut finalement la télévision publique néerlandaise qui accepta d’organiser le concours. Le temps étant compté, NOS réutilisa essentiellement le schéma de production de l’édition 1976, ce qui explique les nombreuses similitudes entre ces deux concours. NOS fixa la date du concours, au 19 avril. Cela entraîna le désistement d’Israël, ce jour-là étant celui de Yom Hazikaron, commémoration nationale annuelle des victimes de guerre israéliennes. Ce fut la seule fois de l’histoire du concours où le pays vainqueur ne revint pas défendre son titre l’année suivante.
En 1981, la victoire du Royaume-Uni suscita la controverse dans les médias. Elle fut décrite comme une victoire du style sur la substance. Nombre d'observateurs critiquèrent la qualité vocale de leur prestation et son aspect racoleur. Ils accusèrent les membres du groupe d'avoir été choisis pour leur physique et dénoncèrent la superficialité du concours. Cependant, la chanson gagnante, Making Your Mind Up, remporta un très grand succès commercial : elle fut numéro des ventes dans dix pays européens et se vendit à plus de quatre millions d'exemplaires. Quant au groupe Bucks Fizz, ce fut pour lui le début d'une longue carrière.
En 1983, une innovation technique majeure fut introduite : l’usage de micros sans fil. Le programme dura près de trois heures et quatre minutes. Ce fut la première fois que la durée de retransmission du concours dépassa les trois heures.
En 1984, pour la première fois, une chanson et ses interprètes furent hués par le public. Il s'agit de la chanson anglaise et du groupe Belle & The Devotions, composé de Kit Rolfe, Laura James et Linda Sofield. La cause de cet incident demeure encore difficile à terminer. Deux hypothèses sont généralement avancées. Premièrement, une réaction des spectateurs luxembourgeois à des évènements survenus le 16 novembre 1983. Ce jour-là, à l'issue d'un match de football opposant les équipes anglaises et luxembourgeoises, des hooligans britanniques mirent à sac la ville de Luxembourg, causant de vastes dégâts et suscitant l'indignation de l'opinion publique luxembourgeoise. Deuxièmement, une réaction des spectateurs à un trucage supposé de la prestation. Il semblerait que seule Rolfe ait réellement chanté. Les micros de James et Sofield seraient demeurés coupés et leur chœur, interprété par trois choristes, dissimulées derrière les piliers du décor.
En 1985, furent mis en vente pour la première fois des tickets permettant d’assister aux répétitions.

## 1986-1990
En 1986, avant le concours et durant les répétitions, la délégation belge et le manager de la représentante belge, Sandra Kim, déclarèrent que la jeune fille était âgée de quinze ans. Or Kim avait en réalité treize ans. Tous pensaient que son très jeune âge pourrait être un obstacle à sa réussite au concours. La vérité fut révélée après la victoire de Kim et entraîna une demande officielle de disqualification auprès de l'UER de la part de la télévision publique suisse. Cette plainte n'aboutit jamais, le règlement du concours ne prévoyant alors aucune limite d'âge des participants. Ce n'est qu'à partir de 1990 qu'il fut imposé aux candidats d'avoir au minimum seize ans, le jour de leur participation. Par conséquent, Sandra Kim demeure à jamais la plus jeune interprète à avoir gagné le concours.
En 1987, la Belgique, qui avait remporté l'édition 1986, se chargea de l’organisation du concours. À l'origine, le concours devait être organisé conjointement par les deux télédiffuseurs publics belges : la RTBF francophone et la BRT néerlandophone. L'objectif était de donner de la Belgique, l'image d'un pays uni. Mais rapidement, des dissensions apparurent entre les deux télédiffuseurs, sur le lieu, les présentateurs ou encore l'entracte. Finalement, la BRT se retira du projet et la RTBF décida d'assumer seule l'organisation du concours. Le budget nécessaire fut tellement important qu'une nouvelle loi dut être adoptée, permettant le recours à la publicité pour financer les chaînes publiques. Ce fut la première fois que des sponsors aidèrent à la réalisation du concours et apparurent à l'écran. Pour la toute première fois, l'UER fixa un nombre limite de participants : vingt-deux. Cela, afin de limiter à trois heures la durée de retransmission du concours.
En 1988, la télévision publique irlandaise décida de moderniser le concours, afin d’en renouveler les standards et d’attirer une audience plus jeune. Finalement, l’édition 1988 renouvela profondément le format, le style et l’aspect du concours, le faisant entrer dans l’ère de la modernité informatique et numérique. Pour la toute première fois, le tableau de vote ne fut plus physiquement présent sur scène, mais virtuellement généré par ordinateur. Durant l’ouverture, Johnny Logan interpréta Hold Me Now, la chanson qui lui avait permis de remporter la victoire à Bruxelles, l’année précédente. Ce fut la première fois qu’un gagnant revint interpréter son titre victorieux en ouverture.
En 1989, l'UER introduisit une nouvelle règle dans le règlement du concours. Désormais, en cas d'ex aequo, la victoire serait attribuée au pays ayant remporté le plus de "douze points". Si deux ou plusieurs pays avaient reçu en nombre égal la note maximale, ils seraient départagés par le décompte des "dix points", etc. Deux des participants de l'édition 1989 suscitèrent une vive controverse dans les médias, en raison de leur jeune âge. Le représentant israélien, Gili, était en effet âgé de douze ans. Quant à la représentante française, Nathalie Pâque, elle en avait à peine onze. L'UER décida alors de modifier le règlement du concours. Dès l'année suivante, il fut imposé aux candidats d'avoir seize ans révolus, le jour du concours. Par conséquent, Nathalie Pâque demeure la plus jeune artiste à avoir jamais concouru.
En 1990, l'organisation du concours se révéla extrêmement coûteuse pour la télévision publique yougoslave. Les cartes postales furent un gouffre financier à elles seules. Le budget initial fut rapidement dépassé, nécessitant le recours à des travailleurs payés au noir. Les médias yougoslaves s'en émurent et reprochèrent aux dirigeants de la JRT de dépenser des sommes insensées, alors que le pays traversait une crise économique et que de nombreux Yougoslaves vivaient dans la pauvreté. Pour la toute première fois, le concours reçut une mascotte, en la personne d'Eurochat (Eurocat en anglais). Il s'agissait d'un chat anthropomorphe de couleur mauve, qui avait été dessiné par le caricaturiste Joško Marušić. Il intervint à de très nombreuses reprises durant la retransmission, apparaissant notamment dans la vidéo d'ouverture et les cartes postales. Cinq chansons de cette édition reflétèrent dans leurs paroles, les évènements historiques et politiques ayant secoué l'Europe, l'année précédente. Furent ainsi évoqués la chute du Rideau de fer (par l'Autriche et la Norvège), la fin de la Guerre froide (par la Finlande), les processus de démocratisation en cours (par l'Allemagne) et les perspectives d'unification du continent (par l'Italie).

## 1991
En 1991, l'Italie, qui avait remporté l'édition 1990, se chargea de l’organisation du concours. Celui-ci devait à l'origine se tenir au Théâtre Ariston de Sanremo, là où a lieu chaque année, le fameux Festival de Sanremo. Il s'agissait pour les organisateurs de rendre hommage au festival ayant inspiré l'Eurovision. Mais à la suite de l'invasion du Koweït par l'Irak et au déclenchement de la Guerre du Golfe, la production décida en janvier 1991, pour mieux assurer la sécurité des délégations étrangères, de rapatrier le concours à Rome. Cela causa de sérieux problèmes d'organisation et de graves retards. Ainsi, la salle et les décors ne furent achevés que le jour même de la finale, quelques heures à peine avant le début de la retransmission. En outre, les délais causés laissèrent trop peu de temps aux artistes pour répéter autant qu'ils le souhaitaient. Cela suscita de vives tensions entre la production italienne et les délégations étrangères.
Cette année-là, pour la deuxième fois dans l’histoire du concours, après 1969, le vote se conclut sur un ex aequo. La France et la Suède avaient en effet obtenu chacune 146 points à l'issue de la procédure. Le superviseur décida alors de mettre en application la règle ad hoc, introduite en 1989. Il fit procéder au décompte des "douze points". Il apparut alors que la France et la Suède en avaient reçu chacune quatre. Le superviseur décompta alors les "dix points". La France en avait reçu deux et la Suède, cinq. Par conséquent, la Suède fut proclamée vainqueur. Ce fut la toute première fois que le vainqueur fut désigné en recourant à la règle des ex aequo. Après le concours, de nombreuses rumeurs de fraude se répandirent dans les médias. La délégation française en demeura convaincue et estima imméritée la victoire suédoise. La controverse trouve en réalité son origine dans la nouvelle règle des ex aequo, instaurée en 1989 sans la moindre publicité. Deux ans plus tard, elle demeurait toujours inconnue du grand public et même des commentateurs, dont le français Léon Zitrone, qui avoua à l’antenne, durant la retransmission, qu’il en prenait connaissance en même temps que les téléspectateurs.

## 1992-1993
En 1992, la Yougoslavie participa pour la dernière fois au concours, avant un retrait définitif causé par les sécessions de ses républiques constituantes et les guerres conséquentes.
En 1993, à la suite de la chute du Rideau de fer et à la dislocation de la Yougoslavie, le nombre de pays désireux de participer au concours crût fortement. L’UER élargit le nombre maximum de pays participants, le faisant passer de vingt-trois à vingt-cinq. Mais seuls les vingt-deux pays ayant participé à l’édition 1992 du concours obtinrent d’emblée une place en finale de l’édition 1993.  L’UER décida que les trois dernières places seraient attribuées via une présélection, qui serait organisée par la télévision publique slovène : Kvalifikacija za Millstreet.
Kvalifikacija za Millstreet (en français : Qualification pour Millstreet) détient la particularité d’avoir été la toute première présélection de l’histoire du concours. Elle se déroula le samedi 3 avril 1993, à Ljubljana, en Slovénie. Sept pays y participèrent : la Bosnie-Herzégovine, la Croatie, l’Estonie, la Hongrie, la Roumanie, la Slovaquie et la Slovénie. Aucun de ses pays n’avait encore pris part au concours. Kvalifikacija za Millstreet se conclut par la qualification de la Bosnie-Herzégovine, de la Croatie et de la Slovénie.
L’Irlande, qui avait remporté l'édition 1992, se chargea de l’organisation de l’édition 1993. La télévision publique irlandaise surprit l’opinion publique en décidant d’organiser le concours à Millstreet, petite ville d’à peine 1.500 habitants, située dans la campagne irlandaise, à proximité de Cork. En réalité, la RTÉ avait reçu une très intéressante proposition de la part d’un des habitants de Millstreet : Noel C. Duggan, propriétaire de la Green Glens Arena, un vaste centre équestre couvert. Duggan avait écrit aux responsables de la télévision irlandaise, la nuit même de la victoire de Linda Martin à Malmö. Cette candidature, a priori surprenante, reçut immédiatement un vif soutien des autorités et des entreprises, non seulement au niveau local, mais aussi au niveau national. Face à cette mobilisation et constatant que la Green Glens Arena était extrêmement bien équipée, la RTÉ retint la candidature de Millstreet, qui devint ainsi la plus petite ville à avoir jamais accueilli le concours. Pour l’occasion, la ville et l’ensemble de ses infrastructures furent rénovés. Mais cette décision suscita une avalanche de critiques, de moqueries et de commentaires désobligeants dans les médias européens. Ce fut ensuite au tour des artistes participants et des délégations étrangères de se montrer mécontents du choix de Millstreet. Ils protestèrent tout d’abord d’avoir à résider à Cork et de devoir faire, chaque jour, la navette en bus et en train, jusqu’à la salle, pour les répétitions. Ils se plaignirent ensuite de n’avoir aucune occupation pour se distraire, durant les périodes de repos.
Les débuts de la Bosnie-Herzégovine suscitèrent l’intérêt des médias, ainsi qu’un vif courant de sympathie envers la délégation bosnienne. Le pays était en effet au beau milieu d’une guerre sanglante. Au moment du concours, le territoire bosnien était en grande partie occupé et sa capitale, Sarajevo, encerclée par l’armée serbe qui en faisait le siège. La délégation bosnienne eut d’ailleurs les plus grandes peines à quitter le pays. Elle dut ainsi courir sur le tarmac de l’aéroport de Sarajevo, pour échapper aux balles des tireurs embusqués. Le chef d’orchestre bosnien dut pour cette raison renoncer à embarquer et vit l’avion partir sans lui.

## 1994
En 1994, l’Irlande devint le premier pays à organiser le concours deux années consécutives. En 1970, l’Espagne n’en avait pas eu l’opportunité. Et en 1974 et en 1980, le Luxembourg et Israël avaient renoncé, faute de moyens financiers.
L’UER introduisit cette année-là une nouvelle règle, visant à réguler le trop grand nombre de pays souhaitant participer au concours : la relégation. Désormais, les six pays terminant aux dernières places du classement final perdaient leur droit à concourir l’année suivante. La relégation resta en vigueur jusqu’en 2004 et l’instauration de demi-finales.
La conséquence en fut que les pays ayant terminé aux six dernières places lors de l’édition 1993, ne purent concourir. Cela concerna la Belgique, le Danemark, Israël, le Luxembourg, la Slovénie et la Turquie. La relégation du Luxembourg entraîna son retrait définitif du concours. Les places ainsi libérées permirent à sept pays de faire leurs débuts : l’Estonie, la Hongrie, la Lituanie, la Pologne, la Roumanie, la Russie et la Slovaquie. Ce fut la première fois depuis 1956 qu’un aussi grand nombre de pays firent leurs débuts.
Cette année-là, le spectacle d'entracte fut la toute première représentation de Riverdance, mélange de danses folkloriques irlandaises et de claquettes. À l’origine, la RTÉ avait commissionné le compositeur Bill Whelan, pour qu’il écrive un morceau de musique celtique traditionnelle. La chorégraphie du numéro fut confiée aux champions du monde de danse Michael Flatley et Jean Butler. Le soir du concours, Riverdance reçut une formidable ovation du public dans la salle. Par la suite, le morceau demeura classé dix-huit semaines dans les hit-parades irlandais et devint le plus grand succès commercial, non seulement de l’édition 1994 du concours, mais aussi de tous les numéros d’entracte jamais présenté. Il fut plus tard étendu à spectacle complet qui connut lui aussi un immense succès partout dans le monde et fut vu par des millions de personnes.

## 1995-1996
En 1995, après avoir été le premier pays à remporter le concours trois années consécutives, l’Irlande devint le premier pays à organiser le concours trois fois de suite. Ce fut également la première fois que le concours eut lieu deux années d'affilée dans la même ville : Dublin. Initialement, pourtant, la télévision publique irlandaise douta de sa capacité financière à organiser le concours une troisième année. La BBC se proposa alors, avançant l'idée d'une production commune avec la RTÉ, à Belfast. Les dirigeants de la télévision irlandaise repoussèrent l'idée et obtinrent des crédits supplémentaires du gouvernement. Ils obtinrent parallèlement l'assurance de l'UER de ne pas avoir l'obligation d'organiser une quatrième fois le concours, en cas de nouvelle victoire.
En 1996, la question du nombre de pays désireux de participer au concours se posa avec encore plus d’acuité. Au total, trente pays posèrent leur candidature, alors que l’UER limitait à vingt-trois, le nombre de places en finale. Le système de relégation, employé l’année précédente, fut mis de côté, à la demande notamment de l’Allemagne. En effet, le pays avait terminé à la dernière place de l’édition 1995 et aurait été immanquablement relégué en 1996.
L’UER décida alors d’en revenir à un système de présélection. Cette option avait déjà été mise en œuvre en 1993, avec Kvalifikacija za Millstreet. Seul le pays hôte, la Norvège obtint une qualification automatique pour la finale. Les vingt-huit autres pays durent passer par la présélection. Cette dernière fut une présélection audio : il n’y eut d’elle aucune retransmission télévisée. Il n’y eut pas non plus de prestation en direct et avec orchestre des chansons. Le panel des jurys nationaux se réunit pour écouter les enregistrements de vingt-huit morceaux en compétition. Ils attribuèrent ensuite leurs résultats selon la méthode traditionnelle, accordant 1, 2, 3, 4, 5, 6, 7, 8, 10 et 12 points à leurs dix chansons favorites. L’UER révéla ensuite simplement les noms des pays qualifiés. Initialement, les résultats détaillés ne devaient pas être publiés, mais finirent tout de même pas être révélés au grand public. À l’issue de cette présélection, vingt-deux pays obtinrent leur qualification pour la finale et sept autres furent éliminés. Il s’agit de l’Allemagne, le Danemark, la Hongrie, Israël, la Macédoine du Nord, la Roumanie et la Russie.
Cette méthode de présélection suscita immédiatement la controverse. Premièrement, sa procédure manquait de transparence : le vote demeurait secret et le grand public n’y avait aucun accès. Deuxièmement, elle s’avérait injuste pour certains pays qui se voyaient éliminés d’emblée, sans avoir eu la possibilité de présenter leur candidat à l’Europe et au monde, et parfois après avoir organisé un processus de sélection interne long et coûteux. Par conséquent, ce fut la seule fois où cette méthode fut employée. Le système des relégations fut réinstauré l’année suivant.
Ce fut la seule et unique fois que l’Allemagne ne participa pas à une finale du concours. Cette absence suscita un vif mécontentement dans le chef de la télévision publique allemande et ne manqua pas de poser un problème capital à l’UER. En effet, l’Allemagne était (et demeure toujours) le premier contributeur financier de l’union et du concours. Le risque de pertes financières récurrentes et de diminutions d’audience conséquentes mènera finalement l’UER à créer un statut particulier pour ses cinq contributeurs principaux (l’Allemagne, l’Espagne, la France, l’Italie et le Royaume-Uni). Ceux-ci, connus désormais sous le nom de « Big Five », auraient désormais la garantie d’une place automatique en finale.
Pour la première fois, la production recourut à une blue room pour la procédure de vote. Il s’agissait d’un espace vide, situé à droite de la scène et entièrement tapissé de bleu, afin de servir de cache numérique. La décoration de la pièce et les effets visuels furent tous projetés virtuellement. Ce fut la toute première réalisation en réalité virtuelle de l’histoire du concours.

## 1997
En 1997, à la suite de la controverse causée par la méthode de présélection utilisée l’année précédente, l’UER décida de réinstaurer la règle de relégation, en l’adaptant. Désormais, les pays participants seraient relégués selon la moyenne des résultats obtenus lors de leurs cinq dernières participations. Aucun pays ne pourrait être relégué plus d’une année. Enfin, l’UER rehaussa à nouveau à vingt-cinq le nombre de pays autorisés à concourir.
L’Irlande, qui avait remporté l'édition 1996, se chargea de l’organisation du concours. Juste avant l’ouverture de la finale, l’organisation terroriste irlandaise IRA fit parvenir un message codé au Point Theatre, signalant qu’une bombe allait exploser dans le bâtiment. Les responsables de la sécurité se réunirent en urgence et malgré la menace, décidèrent de lancer le concours. Ils basèrent leur décision sur les résultats d’une inspection de sécurité, conduite durant l’après-midi avec des chiens et des détecteurs à métaux et durant laquelle rien de suspect n’avait été découvert. Il s’agissait en réalité d’un coup de bluff de l’IRA. La nouvelle fut tenue secrète toute la soirée et révélée seulement le lendemain matin.
Pour la toute première fois, dans cinq pays (l’Allemagne, l’Autriche, le Royaume-Uni, la Suède et la Suisse), le vote fut décidé par télévote. Les spectateurs purent décider par téléphone de leurs chansons préférées. Leurs votes ainsi exprimés furent ensuite agrégés, en 1, 2, 3, 4, 5, 6, 7, 8, 10 et 12 points. L’introduction partielle du télévote fut voulue par l’UER pour rajeunir l’image du concours et faire se rapprocher les chansons gagnantes, des standards de la musique contemporaine. Le test fut considéré comme réussi et l’année suivante, le télévote fut étendu à tous les pays participants.

## 1998-1999
En 1998, le Royaume-Uni, qui avait remporté l'édition 1997, se chargea de l’organisation du concours. Ce fut la huitième fois que la BBC organisa le concours, un record toujours inégalé. Ce fut la toute dernière fois qu’un orchestre joua durant une transmission et que de la musique fut interprétée en direct au concours. En outre, cette édition vit la première victoire d’une chanson recourant entièrement à une bande-son. Ce fut également la première fois qu’un pays n’ayant pas participé l’année précédente remporta le grand prix. Enfin, ce fut la quinzième fois que le Royaume-Uni termina à la deuxième place. Ce record demeure toujours inégalé.
En 1999, certains experts doutèrent initialement des capacités financières de la télévision publique israélienne d’organiser l’évènement, le gouvernement israélien hésitant avant d’accorder les subsides nécessaires. En effet, les groupes de pression conservateurs, politiques et religieux, s’opposèrent vivement à cette célébration, due à la victoire l’année précédente de la chanteuse transsexuelle Dana International. Le maire de Jérusalem lui-même exprima publiquement son opposition à la venue du concours dans sa capitale.
Cette édition du concours fut marquée par la modification de plusieurs règles importantes.
Premièrement, la règle obligeant les pays participants à chanter dans une de leurs langues nationales fut abolie. Cette règle avait été introduite en 1966, après que le représentant suédois au concours 1965 eut interprété sa chanson en anglais. Elle avait abrogée une première fois en 1973, avant d’être réinstaurée en 1977.
Deuxièmement, l’UER décida de créer un statut particulier pour ses plus importants contributeurs financiers. Ceux-ci recevraient désormais la garantie d’une place automatique en finale, quels que soient leurs résultats des cinq années précédentes. Cette mesure concerna à l’époque l’Allemagne, l’Espagne, la France et le Royaume-Uni, connus désormais sous l’appellation collective de « Big Four ». L’Italie vint les rejoindre en 2011 et ensemble, ils formèrent alors le groupe des « Big Five ».
Troisièmement, le recours à un orchestre devint facultatif. La télévision publique israélienne se saisit de cette opportunité pour réduire le budget de l’organisation et ne fournit simplement aucun orchestre aux participants. Ce fut donc la première fois dans l’histoire du concours qu’aucune musique ne fut interprétée en direct durant la retransmission et que tous les interprètes furent accompagnés d’une bande-son. La suppression de l’orchestre suscita la controverse. De nombreux experts et fans du concours s’en montrèrent extrêmement déçus. Quant à Johnny Logan, qui avait remporté le concours en 1980, 1987 et 1992, il désapprouva ouvertement ce changement, estimant que les prestations des chanteurs relevaient désormais d’un simple karaoké.
En outre, ce fut la toute première fois que le concours fut présenté par trois personnes.

## 2000
En 2000, la Suède, qui avait remporté l'édition 1999, se chargea de l’organisation du concours. Dans la perspective du nouveau millénaire et pour lui éviter de se démoder, les organisateurs suédois décidèrent de moderniser le concours. Ils créèrent un logo innovant, optèrent pour une salle pourvue des derniers développements technologiques et investirent le nouveau média du moment : Internet. Et ainsi, pour la toute première fois, le concours fut diffusé en direct sur Internet. En outre, les vingt-quatre chansons furent éditées pour la toute première fois sur une compilation officielle, mise en vente avant la finale.
Ce soir-là, les Pays-Bas furent frappés par une catastrophe majeure. Une usine de feux d'artifice situé à Enschede prit feu et explosa, tuant 23 personnes et en blessant 947 autres. La télévision publique néerlandaise interrompit la retransmission du concours, afin de pouvoir diffuser en direct les nouvelles relatives au désastre. Les lignes téléphoniques destinées à recueillir les votes des téléspectateurs néerlandais furent réaffectées aux secours et à l'aide aux victimes. Par la suite, les responsables de la NOS expliquèrent avoir estimé inappropriée la retransmission d’un spectacle de divertissement en pareilles circonstances. Par conséquent, les votes du jury de substitution furent employés à la place des votes des téléspectateurs néerlandais.

## 2001-2003

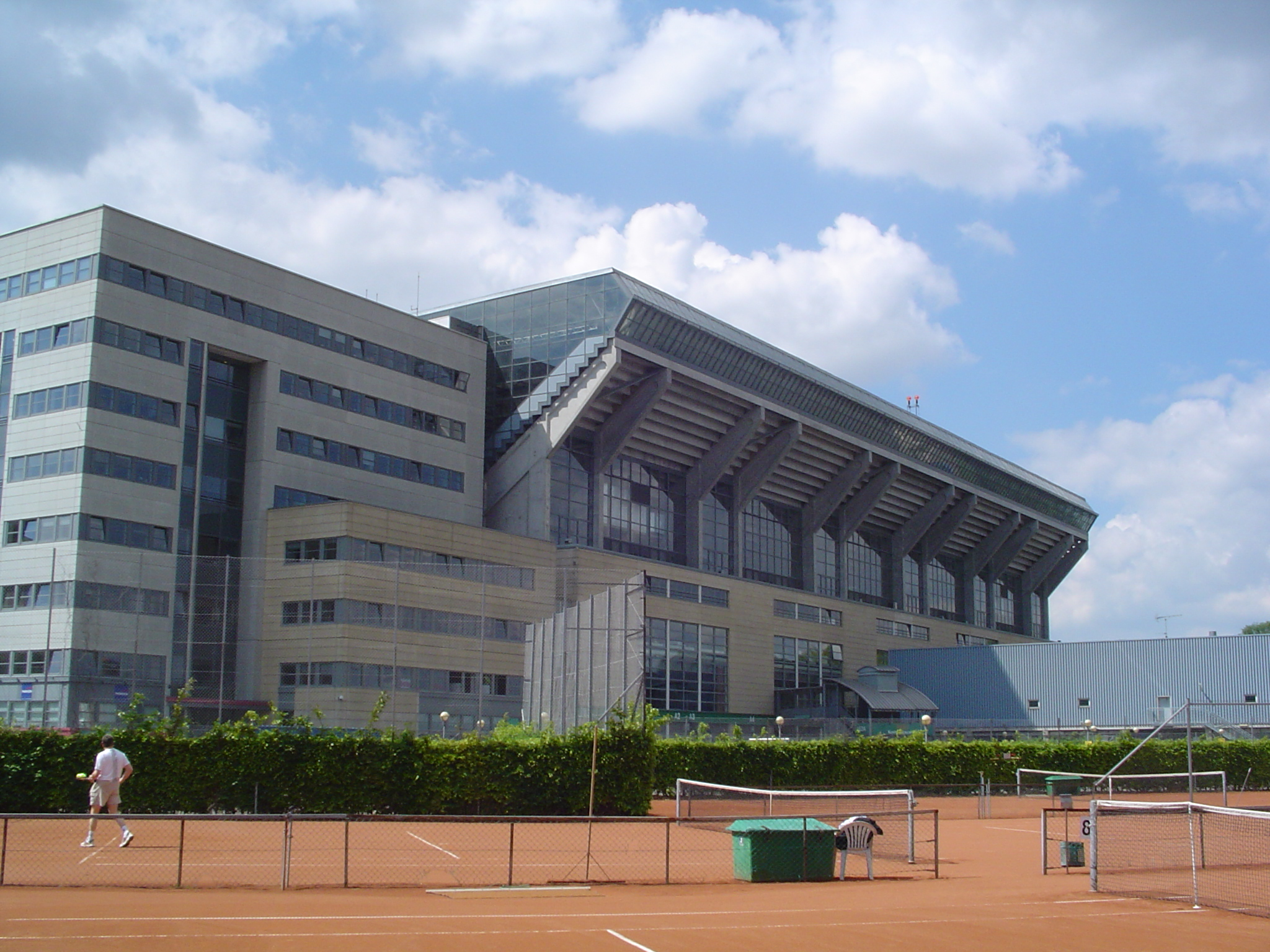
Le Parken Stadium à Copenhague

Le Danemark, qui avait remporté l'édition 2000, se chargea de l’organisation du concours. La volonté initiale des organisateurs était de surpasser de toutes les façons possibles la production suédoise de l’année précédente. Ils décidèrent pour cela de transformer le concours en une superproduction télévisuelle à la pointe de la technologie et du progrès. Le concours eut lieu au Parken Stadium, stade omnisports situé à Copenhague. Le record de 13 000 spectateurs établi l’année précédente, fut largement surpassé, puisque 35 000 spectateurs prirent place dans le Parken, le plus vaste public de l’histoire du concours. Le résultat fut cependant décevant : la plupart des spectateurs dans le Parken ne purent même pas apercevoir les artistes, étant tous assis trop loin de la scène.
De son côté, l’UER décida de modifier les règles présidant au système de relégation. Désormais, seraient qualifiés d’office pour la finale de l’année suivante : les « Big Four » (les quatre plus importants contributeurs financiers de l’Union – c’est-à-dire l’Allemagne, l’Espagne, la France et le Royaume-Uni), les pays ayant été relégués et les quinze pays ayant obtenu le meilleur classement (ce compris le pays vainqueur). Pour la toute première fois, le télévote fut rendu obligatoire dans tous les pays participants. Le représentant estonien, Dave Benton, devint le premier artiste noir à remporter le concours, trente-cinq ans après Milly Scott, la toute première artiste noire à avoir concouru, en 1966.
En 2002, l'Estonie, qui avait remporté l'édition 2001, se chargea de l’organisation du concours. Les difficultés financières initiales, rencontrées par la télévision publique estonienne, furent résolues lorsque le gouvernement estonien décida d'augmenter son budget. En outre, les télévisions publiques suédoises et finlandaises lui apportèrent une aide technique et matérielle supplémentaire. Pour la toute première fois, les organisateurs décidèrent de donner un thème particulier au concours, afin de créer un spectacle cohérent du début à la fin. Ce thème fut repris dans le logo, le décor, les cartes postales et même les habits des présentateurs.
En 2003, la Lettonie, qui avait remporté l'édition 2002, se chargea de l’organisation du concours. La télévision publique lettonne rencontra à son tour de nombreux défis financiers et techniques dans la production de cet évènement. Elle parvint à les surmonter, grâce à l’aide des télévisions publiques estonienne et suédoise. L'UER modifia la règle en matière d’ex aequo. Désormais, si deux ou plusieurs pays obtenaient le même score final, serait déclaré vainqueur, le pays ayant reçu des points du plus grand nombre de pays participants. En cas de nouvelle égalité, il serait alors procédé au décompte des "douze points", puis des "dix", etc.

## 2004
En 2004, face au nombre croissant de pays souhaitant concourir, l’UER décida de supprimer le système des relégations et d’introduire une demi-finale, afin de déterminer les participants à la finale. Désormais, seraient qualifiés d’office pour cette dernière : les quatre contributeurs financiers les plus importants de l’Union (les « Big Four » - l’Allemagne, l’Espagne, la France et le Royaume-Uni) ainsi que les dix autres pays ayant terminé en tête du classement (ce compris le pays vainqueur). Tous les autres pays devraient passer par la demi-finale, organisée le mercredi précédant la finale et au terme de laquelle dix autres pays se qualifieraient. Les pays non qualifiés conserveraient néanmoins leur droit de vote pour la finale.

Afin de lui donner une identité plus permanente et durable, l’UER décida de doter le concours d’un logo générique. Celui-ci reprenait le mot « Eurovision » sous une forme stylisée. La lettre « v », centrale, avait la forme d’un cœur, encadrant le drapeau national du pays organisateur. Pour la toute première fois, un DVD fut publié après le concours, contenant l’intégralité de la demi-finale et de la finale. En outre, le site Internet www.eurovision.tv fut officiellement repris par l’UER et devint ainsi la plate-forme de communication privilégiée de l’Union.
Enfin, la procédure de vote connut une légère modification. Afin d’économiser sa durée, les votes ne furent plus répétés par les présentateurs que dans une seule langue : le français si les points étaient énoncés en anglais ; l’anglais si les points étaient énoncés en français.

## 2005
En 2005, l’Ukraine, qui avait remporté l'édition 2004, se chargea de l’organisation du concours. Cette organisation rencontra un hiatus majeur : la Révolution orange. En novembre 2004, des élections présidentielles furent organisées en Ukraine, à l’issue desquelles le candidat communiste Viktor Ianoukovytch fut déclaré vainqueur. L’opposition libérale, menée par Victor Iouchtchenko, réclama immédiatement l’annulation des résultats et de nouvelles élections, soupçonnant de nombreuses fraudes. Kiev fut le théâtre d’incessantes manifestations jusqu’à ce que l’opposition obtienne gain de cause. Les nouvelles élections consacrèrent la victoire des libéraux et Victor Iouchtchenko devint le nouveau président ukrainien. Mais durant ces épisodes, l’organisation du concours demeura au point mort. Le nouveau régime, une fois en place, mit tout en œuvre pour rattraper le temps perdu et donner une image positive de l’Ukraine sur la scène internationale.
De son côté, l’UER instaura une nouvelle règle concernant le télévote. Désormais, un nombre déterminé de votes par téléphone devait être enregistré au niveau national pour que le télévote du pays concerné soit validé. En dessous de ce seuil, le télévote était invalidé et les résultats déterminés par le jury de substitution. Lors de l’édition 2005, cette règle fut appliquée en demi-finale (pour l’Albanie, Andorre et Monaco) et en finale (pour Andorre, la Moldavie et Monaco).
Initialement, le Liban devait aussi faire ses débuts. La chanson qui avait été retenue par la télévision publique libanaise était Quand tout s’enfuit, interprétée par Aline Lahoud. Mais le pays se retira ultérieurement, un accord n’ayant pu être trouvé avec l’UER sur les modalités de retransmission du concours.
Enfin, pour la toute première fois, les « Big Four » (les quatre plus importants contributeurs financiers de l’UER –  l’Allemagne, l’Espagne, la France et le Royaume-Uni terminèrent aux quatre dernières places du classement final.
La même année, l'UER organisa conjointement avec la télévision publique danoise, une cérémonie spéciale à Copenhague, le 22 octobre, pour célébrer les cinquante ans du concours. Intitulée Congratulations : 50 ans du Concours Eurovision de la chanson (en anglais : Congratulations: 50 Years of the Eurovision Song Contest), l’émission servit également à déterminer la meilleure chanson ayant concouru durant ces cinquante années. Trente-deux pays diffusèrent l'émission en direct et participèrent au vote. Ce fut finalement la chanson Waterloo, interprétée par le groupe ABBA et qui avait remporté la victoire pour la Suède en 1974, qui fut couronnée.

## 2006
En 2006, la Serbie-et-Monténégro s'inscrivit pour participer au concours, mais une vive controverse éclata durant la procédure de sélection nationale. Il y eut des tensions entre les télédiffuseurs serbe et monténégrin et des divergences flagrantes dans l’attribution des points par les jurys, lors de la finale. Les jurés monténégrins n'attribuèrent ainsi aucun point aux chansons serbes, alors que leurs collègues serbes votèrent pour certaines chansons monténégrines.
Au terme de la procédure de vote, ce fut le groupe monténégrin No Name (qui avait déjà représenté le pays l’année précédente) qui l’emporta avec la chanson Moja ljubavi. À son retour sur scène, le groupe fut conspué par le public, qui se mit à lui jeter des bouteilles. Ses membres regagnèrent alors les coulisses, sous les sifflets et les huées. C'est finalement le groupe serbe Flamingosi, arrivé deuxième, qui parvint à calmer la salle, en rejouant leur propre chanson.
Devant l’ampleur de la contestation interne, le pays décida de se retirer. Il conserva cependant le droit de voter durant la demi-finale et la finale. Les téléspectateurs serbes et monténégrins participèrent au télévote. Finalement, le Groupe de Référence de l'UER n'infligea aucune amende, ni sanction à la Serbie-et-Monténégro.
En juin de la même année, la Serbie et le Monténégro mirent fin à leur union par référendum. À partir de 2007, les deux pays participèrent donc séparément au concours.
Pour la première fois depuis 1974, l’ordre de passage des pays durant la procédure de vote fut déterminé par tirage au sort. En outre, cette procédure connut son premier changement majeur depuis 1980. Afin d’en réduire la durée et de la rendre plus dynamique, il fut décidé que les points de 1 à 7 s’afficheraient automatiquement sur le tableau de vote. Les porte-paroles, contactés par satellite, se contenteraient ensuite d’énoncer les trois résultats principaux : les "huit", "dix" et "douze points".

## 2007-2008
En 2007, le tirage au sort des ordres de passage vit l’introduction d’une nouveauté : l’attribution de cartes jokers (les wildcards), qui permettaient aux pays bénéficiaires de choisir leur place. Cinq de ces wildcards furent accordés en demi-finale et trois autres, en finale. Les huit pays retenus décidèrent tous de passer en seconde partie de programme, afin d’accroître leurs chances de remporter la victoire. Parallèlement, l’UER décida d’élargir le nombre maximum de pays participants, le faisant passer de quarante à quarante-deux. Et pour la toute première fois, le vainqueur se vit offrir une récompense particulière : une tournée promotionnelle européenne.
Les résultats de la demi-finale et de la finale de l'édition 2007 furent vivement critiqués par certains médias des pays d’Europe de l’Ouest. Ils dénoncèrent tout d’abord la qualification, à l’issue de la demi-finale, de dix pays d’Europe de l’Est et l’élimination de tous les pays d’Europe de l’Ouest. Ensuite, ils remirent en cause le système de vote employé, les votes géographiques et partisans, ainsi que l’injustice des résultats de la finale. La polémique enfla au point d’être évoquée au Parlement britannique. D’autres médias d’Europe de l’Ouest dénoncèrent ce procès d’intention et estimèrent ces réactions insensées et chauvines. Selon eux, la victoire de la Serbie était amplement méritée et les dix pays qualifiés avaient simplement présenté de meilleures chansons. De son côté, l’UER réfuta toute partialité dans le vote, qui ne reflétait que la qualité des chansons. L’Union fit ensuite publier une étude statistique : les résultats de la finale auraient été sensiblement identiques si seuls les pays d’Europe de l’Ouest avaient voté. Et le vainqueur aurait été le même.
En 2008, la Serbie, qui avait remporté l'édition 2007, se chargea de l’organisation du concours. Les préparatifs du concours furent un temps suspendus par la déclaration unilatérale d’indépendance du Kosovo, le 22 février 2008. La capitale serbe fut secouée par des troubles et de nombreuses émeutes, au point que l’UER remit en cause la tenue du concours à Belgrade. L’Union obtint alors la garantie spéciale du gouvernement serbe que la sécurité de l’évènement serait assurée. Les délégations albanaises, croates et israéliennes bénéficièrent de mesures de protection supplémentaires. Finalement, aucun incident ne fut déploré.
Le nombre croissant de pays participants et la controverse sur les résultats de l’édition 2007 poussèrent l’UER à modifier les règles du concours. Le principe d’une demi-finale unique, utilisé depuis 2004, fut supprimé et remplacé par celui de deux demi-finales, organisées le mardi et le jeudi précédant la finale. Désormais, ne seraient plus qualifiés automatiquement pour la finale que le pays hôte (vainqueur de l’édition précédente) et les « Big Four » (les quatre plus importants contributeurs financiers de l’Union – l’Allemagne, l’Espagne, la France et le Royaume-Uni). Tous les autres pays participants devraient passer par une des deux demi-finales pour se qualifier.
Chaque pays serait donc inscrit dans une demi-finale, qu’il aurait l’obligation de diffuser en direct et pour laquelle il obtiendrait un droit de vote. Il lui serait impossible de voter au cours de l’autre demi-finale, dont la diffusion lui serait de toute façon optionnelle. Les pays qualifiés d’office obtiendraient chacun, un droit de vote pour l’une des demi-finales. Enfin, les résultats de ces demi-finales seraient décidés selon une nouvelle clé de répartition entre les votes du public et les votes des jurys de substitution. Le public continuerait de voter par téléphone et SMS lors du direct et les jurys, lors de la dernière répétition générale. Les neuf chansons arrivées en tête du vote du public, se qualifieraient automatiquement pour la finale. La dixième chanson serait décidée par les jurys : il s’agirait de celle la plus haut placée dans leur classement, qui n’aurait pas été qualifiée par le télévote.
Pour la première fois, fut créé un trophée générique, destiné à remplacer les différents modèles utilisés antérieurement. Son design fut confié à l’artiste verrier suédois Kjell Engman. Celui-ci conçut un modèle en forme de microphone classique, coulé dans du verre solide translucide.
Le choix de Željko Joksimović comme présentateur suscita une certaine controverse lorsqu’il apparut qu’il était également l’auteur de la chanson représentant la Serbie, cette année-là. Le débat fut lancé alors sur la totale impartialité du présentateur. Afin d’éviter toute controverse récurrente, l'UER décida de modifier les règles du concours et d’interdire le cumul des fonctions de présentateur et d’auteur.
Malgré les nombreuses modifications au règlement, les résultats du concours suscitèrent à nouveau la controverse dans les médias des pays d’Europe de l’Ouest. Comme l’année précédente, l’UER commanda à la compagnie Digame, une étude statistique des votes. Il apparut qu’aucune vote, ni aucune manipulation n’avait eu lieu. En outre, la victoire de la Russie demeurait incontestable. Le pays avait certes bénéficié en partie de votes géographiques, mais aurait tout de même remporté le concours, si seuls les pays d’Europe de l’Ouest avaient voté. La conclusion de l’étude soulignait que le facteur déterminant était encore de recevoir des points du plus grand nombre possible de pays. Ainsi, la Russie avait obtenu des points de 38  participants sur les 42.

## 2009
En 2009, la Russie, qui avait remporté l'édition 2008, se chargea de l’organisation du concours. Le budget alloué pour l’évènement fut de 30 millions d’euros, un montant encore inédit dans l’histoire du concours.
Plusieurs associations russes profitèrent de l'évènement pour attirer l'attention de l'opinion publique internationale sur les atteintes aux droits des minorités sexuelles commises par le gouvernement du pays. Elles décidèrent pour cela d'organiser la gay pride moscovite annuelle, le samedi 16 mai 2009, le jour même de la finale du concours. Les autorités de la capitale leur refusèrent toute autorisation et menacèrent les organisateurs de réprimer sévèrement leurs tentatives. Le jour convenu, la manifestation fut brutalement interrompue par la police moscovite et une vingtaine de personnes arrêtées. Plusieurs participants au concours manifestèrent leur soutien aux associations concernées, notamment la représentante suédoise, Malena Ernman, et le représentant norvégien, Alexander Rybak. Les représentants néerlandais, le groupe De Toppers, menacèrent même de se retirer en cas de violences policières. Leur élimination en demi-finale les empêcha cependant de mettre cette menace à exécution.
À la suite des controverses des deux années précédentes sur le système de vote et ses résultats, l'UER décida de modifier le règlement du concours et de réintroduire un vote de jurys professionnels en finale. Désormais, chaque pays devrait établir deux classements : le premier selon les votes des téléspectateurs ; le second selon les votes d'un jury de cinq spécialistes. Les deux classements seraient ensuite additionnés, en prenant comme base les places obtenues par chaque chanson. La moyenne des classements respectifs donnerait les résultats finaux du pays. En cas d'égalité entre deux chansons dans les résultats finaux, le classement des téléspectateurs l'emporterait sur celui du jury. La clé de répartition des votes pour les demi-finales demeurerait inchangée.
À la suite du conflit armé d'août 2008 qui l'opposa à la Russie, pays hôte de cette édition du concours, la Géorgie décida de se retirer. Le pays revint cependant sur sa décision en décembre 2008, s'inscrivit auprès de l’UER et fut versé dans la première demi-finale. Au terme d’une sélection nationale ouverte, la chanson retenue fut We Don't Wanna Put In (Nous ne voulons pas le prendre en compte), interprétée par le groupe Stefane & 3G. Elle suscita immédiatement la controverse et un vaste mouvement de protestation en Russie. Son titre était en effet à double entente : il pouvait aussi se comprendre comme We Don't Wanna Putin (Nous ne voulons pas de Poutine) et donc comme une attaque personnelle à l’encontre du président russe. Après qu'elle lui eut été soumise, le Groupe de Référence de l’UER refusa le morceau. Le Groupe basa sa décision sur le paragraphe 9 de l'article 4 du règlement du concours, qui stipulait qu'aucune allusion politique ne pouvait être faite dans les paroles d'une chanson. Le Groupe donna le choix à la Géorgie : ou bien modifier le titre et le passage concerné, ou bien choisir une autre chanson. La télévision publique géorgienne refusa toute modification et décida de se retirer du concours, invoquant une mesure censoriale et une atteinte à la liberté d'expression. Par la suite, le groupe Stefane & 3G admit que la chanson comportait bien un message politique et que leur objectif était de ridiculiser Vladimir Poutine.

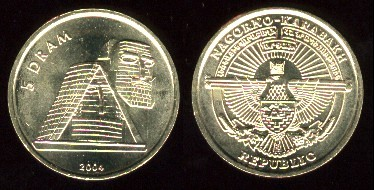
Le monument Nous sommes nos montagnes, sur une pièce de monnaie du Haut-Karabagh

Les relations entre l’Arménie et l’Azerbaïdjan furent particulièrement tendues durant cette édition du concours. Ainsi, après la première demi-finale, la délégation azerbaïdjanaise se plaignit officiellement auprès des organisateurs russes et de l’UER. La carte postale introduisant l’Arménie montrait en effet un monument nommé Nous sommes nos montagnes, représentant les têtes géantes stylisées d’un couple de paysans. Or ce monument était situé au Haut-Karabagh, région sécessionniste d’Azerbaïdjan, peuplée majoritairement d’Arméniens et constituée en république de facto, non reconnue par la communauté internationale. Lors de la finale, la carte postale de l’Arménie fut éditée et l’image controversée, supprimée. Mais la télévision publique arménienne décida de répliquer durant le vote. L’image du monument fut incrustée à l’écran, derrière la porte-parole arménienne, et collée sur le support lui permettant de lire les résultats.
Après la finale, l’Arménie accusa publiquement l’Azerbaïdjan d’avoir empêché les téléspectateurs azerbaïdjanais de voter pour la chanson arménienne, en masquant les numéros téléphoniques nécessaires, et d’avoir ainsi manipulé les résultats en sa défaveur. En outre, elle révéla que plusieurs citoyens azerbaïdjanais avaient été arrêtés et interrogés par la Sûreté Nationale, qui les soupçonnaient d’avoir malgré tout voté pour Inga & Anush. Les autorités azerbaïdjanaises démentirent vivement ces accusations, mais l’UER décida de lancer une enquête. Il fut finalement prouvé que la télévision publique azerbaïdjanaise avait manipulé le vote. L’UER lui infligea une amende, ainsi qu’une menace de sanction : en cas de récidive prouvée, le pays serait exclu du concours pour trois ans.
À la suite de cette controverse, l’UER modifia le règlement du concours, y incluant une interdiction formelle de violer la vie privée des téléspectateurs et une obligation de leur laisser leur entière liberté de vote. En outre, les télédiffuseurs seraient désormais tenus responsables de toutes les actions en rapport avec le concours, entreprises par leur gouvernement. Si ce dernier enfreignait le règlement, les télédiffuseurs se verraient infliger amendes et autres exclusions.

## 2010-2014
En 2010, la Norvège, qui avait remporté l'édition 2009, se chargea de l’organisation du concours. Le budget alloué pour l’organisation fut de 24 millions d’euros (plus précisément 211 millions de couronnes norvégiennes), un montant à la fois inférieur à celui de l’édition 2009 et supérieur à celui de l’édition 2008. Néanmoins, pour le réunir, la télévision publique norvégienne dut vendre ses droits de diffusion de la Coupe du monde de football 2010.
L’éruption du volcan islandais Eyjafjöll, à partir du 20 mars 2010, vint perturber la bonne organisation du concours. De nombres liaisons aériennes furent suspendues à cause du nuage de cendres produit par le volcan. Cela retarda le planning initial de l’équipe norvégienne chargée de la réalisation des cartes postales. L’arrivée des délégations étrangères pour les répétitions en fut également compliquée. Certaines durent trouver des modes de transports alternatifs et recourir au train ou au bateau pour gagner Oslo.
L’UER décida d’harmoniser le système de vote entre la finale et les demi-finales. Le système employé l’année précédente pour la finale fut ainsi étendu à ces dernières. Chaque pays devrait établir deux classements : le premier selon les votes des téléspectateurs ; le second selon les votes d'un jury de cinq spécialistes. Les deux classements seraient ensuite additionnés, en prenant comme base les places obtenues par chaque chanson. La moyenne des classements respectifs donnerait les résultats finaux du pays. En cas d'égalité entre deux chansons dans les résultats finaux, le classement des téléspectateurs l'emporterait sur celui du jury.
Pour la toute première fois, les téléspectateurs purent voter pour leurs chansons favorites dès le début de la retransmission, et non plus après que tous les concurrents soient passés sur scène.
La prestation du représentant espagnol, Daniel Diges, fut perturbée par un incident rarissime. En plein milieu de sa chanson, un individu monta sur scène et se glissa parmi ses danseurs. Il s’agissait de Jimmy Jump, un streaker qui s’était fait connaître par de nombreuses actions similaires. Daniel Diges et ses danseurs continuèrent imperturbablement leur numéro, tandis que la sécurité appréhendait Jimmy Jump. Le scrutateur permit à la délégation espagnole de présenter leur chanson une seconde fois, après le passage de tous les autres pays participants. Ce fut la deuxième fois dans l’histoire du concours qu’une chanson dut être rejouée à la fin d’une finale. En 1958, la retransmission de la chanson italienne avait connu des difficultés techniques et n’avait pu être entendue convenablement par tous les jurés. Le représentant italien, qui n’était autre que Domenico Modugno, dut alors réinterpréter son célèbre Nel blu dipinto di blu.
En 2011, l'Allemagne, qui avait remporté l'édition 2010, se chargea de l’organisation du concours. La retransmission de la première demi-finale fut perturbée par une interruption de certaines liaisons entre le système central et les cabines des commentateurs. L'incident débuta vingt minutes après le début du direct, alors que les répétitions s'étaient parfaitement déroulées. Plusieurs chaînes furent affectées par le problème, notamment la RTBF, la SRG SSR (TSR2, SF zwei, RSI La 2 et HD suisse), la BBC, l'ORF, la RTP et le diffuseur hôte, Das Erste). Leurs commentateurs durent fournir leurs explications par le biais de lignes de téléphone fixe ou mobile. Le lendemain, la production allemande présenta ses excuses et assura que l'incident n'avait affecté que les commentaires et pas les prestations. L'UER estima que cela n'avait eu aucun impact sur les résultats, valida les qualifications de la demi-finale et demanda à la production d'installer un second système de secours pour les deux autres soirées.

## 2015
La 60e édition du Concours fut la première à voir participer un pays n'appartenant pas à l'UER : l'Australie. En effet, le diffuseur australien SBS diffusait alors le Concours depuis trente ans, était un diffuseur associé de l'UER et avait déjà eu une importante implication en créant un entracte de la deuxième demi-finale de l'Eurovision 2014. L'Australie fut alors invitée à concourir exceptionnellement lors de l'édition 2015, dans un but également commémoratif pour le 60e Concours. L'Australie accepta l'invitation et ainsi, put concourir sous les mêmes règles que les autres participants. Cependant, afin de ne pas compromettre les chances de qualification des participants européens, l'Australie fut annoncée comme qualifiée d'office en finale, au même titre que l'Autriche (pays hôte cette année) et que le Big 5.

## 2016-2017
L'Australie est acceptée par l'UER comme participant au Concours, mais uniquement comme membre normal. Donc l'Australie doit participer aux demi-finales pour pouvoir se qualifier en finale.
En 2017 Salvador Sobral (Portugal) gagne l'Eurovision avec 758 points.
Il bat le record de Jamala (Ukraine) gagnante de l'Eurovision 2016